# صمغ کندر

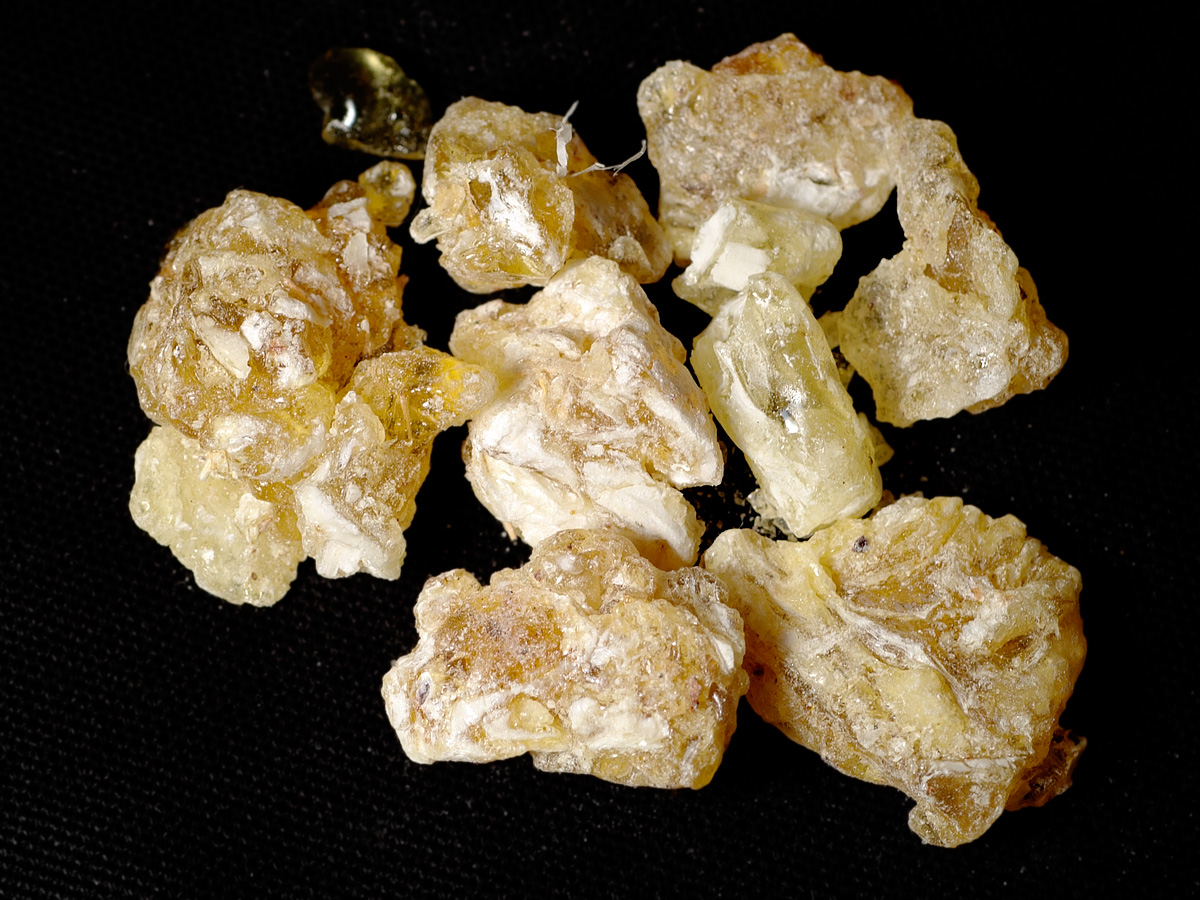
صمغ کُندُر یَمَنی

صَمغ کُندُر که از گیاه کندر گرفته می‌شود به عنوان خوشبو کننده استفاده می‌شود. صمغ کندر را معمولاً با اسفنددانه می‌سوزانند.
برای استخراج صمغ کندر، به پوسته درخت کندر ضربه‌ای می‌زنند و به صمغ برون‌چکیده اجازه خشک شدن می‌دهند. این کار را دو یا سه بار در سال انجام می‌دهند و آخرین چکیده‌گیری معمولاً صمغ خوشبوتری تولید می‌کند زیرا مواد ترپن، سسکوئیترپن و دیترپن در آن بیشتر است.
کیفیت بهتر یک صمغ کندر را می‌توان به آسانی از روی شفافیت آن تشخیص داد.
بهترین صمغ کندر جهان از عمان می‌آید و پس از آن یمن و سومالی نیز در این زمینه شهرت دارند.